# Fernando Casirago
Fernando Casirago (fl. XX secolo) è stato un calciatore italiano, di ruolo portiere.

## Carriera
Nella stagione 1939-1940 ha giocato con l'Avia Roma, che a fine campionato l'ha messo in lista di trasferimento.
Nella stagione 1946-1947 gioca 40 partite in Serie B con la maglia della Gallaratese, società in cui ha giocato in Serie C a partire dal 1940, che lo riconferma come portiere titolare anche per la stagione 1947-1948, nella quale disputa altre 31 partite in seconda serie. Rimane a Gallarate anche dopo la retrocessione in Serie C maturata al termine della stagione 1947-1948: disputa infatti con la Gallaratese sia la stagione 1948-1949 che la stagione 1949-1950, entrambe in terza serie.
In carriera ha giocato complessivamente 73 partite in Serie B.